# Je m'voyais déjà (comédie musicale)
Pour les articles homonymes, voir Je m'voyais déjà.
Je m'voyais déjà est une comédie musicale juke-box écrite par Laurent Ruquier et mise en scène par Alain Sachs. Reprenant le titre d'une des plus célèbres chansons de Charles Aznavour, ce spectacle ne retrace pas sa vie, mais s'inspire de son répertoire pour raconter une histoire.

## Synopsis
Comme Charles Aznavour à ses débuts, six jeunes artistes, rejetés une énième fois d'un casting sans qu'on leur dise pourquoi, décident eux aussi de se battre, avec l'aide d'une chanteuse un peu oubliée, interprétée par Diane Tell, qui rêve d'une seconde chance. Dans la grande tradition de A Chorus Line, Je m'voyais déjà est une comédie musicale qui raconte la création d'une comédie musicale. Une histoire dans l'histoire portée par de nombreux succès de Charles Aznavour.
Sept chanteurs comédiens et cinq musiciens (dont Gérard Daguerre, directeur musical de Barbara et d'Aznavour) participent à ce spectacle, présenté par l'AFP comme « une des bonnes surprises de la rentrée » ou par le Figaroscope comme « une comédie musicale drôle, enlevée et énergique ».
Je m'voyais déjà est joué au Théâtre du Gymnase à Paris du 2 octobre 2008 au 4 janvier 2009. La générale a eu lieu, en présence de Charles Aznavour, le 13 octobre 2008. Le spectacle, nommé aux Globes de Cristal 2009 dans la catégorie « meilleure comédie musicale », est prolongé à partir du 12 février 2009 au Théâtre Comédia. Une tournée en province est prévue, ainsi qu'en Belgique, en Suisse et au Canada.

## Fiche technique
- Paroles et Musique : Charles Aznavour
- Livret : Laurent Ruquier
- Mise en Scène : Alain Sachs
- Direction musical et arrangements : Gérard Daguerre
- Direction artistique : Katia Aznavour et Jean-Rachid
- Décors : Alain Sachs
- Costumes : Marie Pawlotsky
- Chorégraphie : Patricia Delon assistée de Philippe Bonhommeau
- Conception lumières et projection : Koert Vermeulen
- Création des images : Peter Boeykens

## Distribution d'origine
- Diane Tell, puis Véronique Rivière : Francesca
- Stéfi Celma : Virginie
- Jonatan Cerrada : Nicolas
- Arno Diem : Alexandre
- Julie Lemas : Chloé
- Pablo Villafranca : Danny
- StCyR : Abdel

## Distribution québécoise (2010-2011)
- Judith Bérard : Francesca
- Frédérick De Grandpré : Danny
- Sarah Dagenais-Hakim : Virginie
- Martin Rouette : Nicolas
- Élise Cormier : Chloé
- Hugo Lapierre : Alexandre
- Jean-François Poulin : Adam

## Autour de l'œuvre
- Jonatan Cerrada a participé à la Nouvelle Star, Arno Diem à Star Academy 5, Pablo Villafranca aux Dix Commandements et StCyR à Popstars 2008, Julie Lemas à Alice, la comédie musicale